# اکولودنتاویس
اکولودنتاویس (انگلیسی: Oculudentavis) یک سرده منقرض‌شده از خزنده‌گروهان است. تنها فسیل شناخته شده اکولودنتاویس شامل جمجمه کاملی است که درون کهربا حفظ شده‌است. جمجمه ۱٫۴ سانتی‌متر (۰٫۵۵ اینچ) طول دارد، که نشان می‌دهد اگر اکولودنتاویس از پرنده‌سانان باشد از نظر اندازه با مرغ پرزنبوری قابل مقایسه است. نمونه کهربا از ذخایر ۹۹ میلیون ساله حوضه هواکاونگ در ایالت کاچین، شمال میانمار بازیابی شده‌است. نام Oculudentavis از ترکیب کلمات «oculus» ،«dentes» و «avis» انتخاب شده‌است. این کلمات لاتین به ترتیب به «چشم»، «دندان» و «پرنده» ترجمه می‌شوند.